# Якоб фон Гартманн
Якоб Міхаель Карл Гартманн (нім. Jakob Michael Karl Hartmann), з 1843 року — Ріттер фон Гартманн (нім. Ritter von Hartmann), з 1871 року — барон фон Гартманн (нім. Freiherr von Hartmann; 4 лютого 1795, Майкаммер — 23 лютого 1873, Вюрцбург) — німецький воєначальник, генерал піхоти Баварської армії.

## Біографія

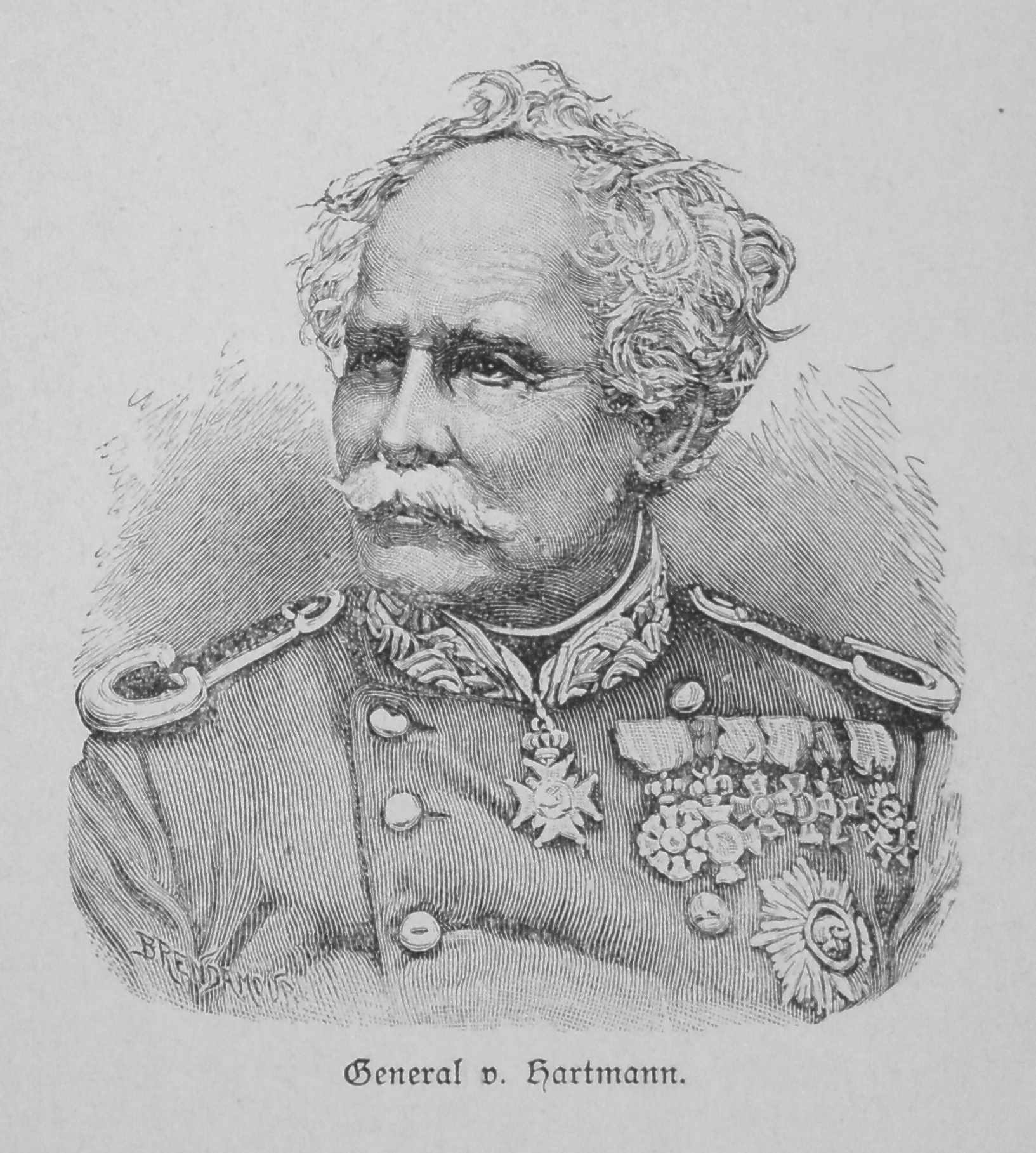

Якоб був сином виноградаря Георга Гартманна та його дружини Барбари, уродженої Гайтер. Дядько по материнській лінії, французький генерал Міхаель Гайтер, підготував його до військової кар'єри. В результаті він вступив на службу піхотинцем до французького 15-го легкого піхотного полку 23 жовтня 1804 року. Переведений до 1-го піхотного полку великого герцога Берга 15 жовтня 1806 року, він навчався у французьких військових школах у Бонні та Сен-Сірі до 1811 року. 20 липня 1811 року дістав звання молодшого лейтенанта піхотного полку і згодом отримав звання лейтенанта 17 грудня 1811 року. Після роззброєння військ Рейнської конфедерації його перевели у французький 27-й піхотний полк.
20 лютого 1816 року Гартманн був звільнений від французької служби за власним бажанням. 13 липня 1816 року його було прийнято в чині оберлейтенанта в 10-й лінійний піхотний полк «Юнкер» Баварської армії. У 1818 році він був призначений в Топографічне управління. Гартманн прийняв він командування інженерною ротою, нещодавно створеною 1 червня 1822 року, і підпорядковувалася штабу генерал-квартирмейстера. Він був переведений до штабу генерал-квартирмейстера 27 травня 1827 року. 1 квітня 1827 Гартман був призначений у військове міністерство в Мюнхені і до кінця листопада 1838 року дослужився до звання майора.

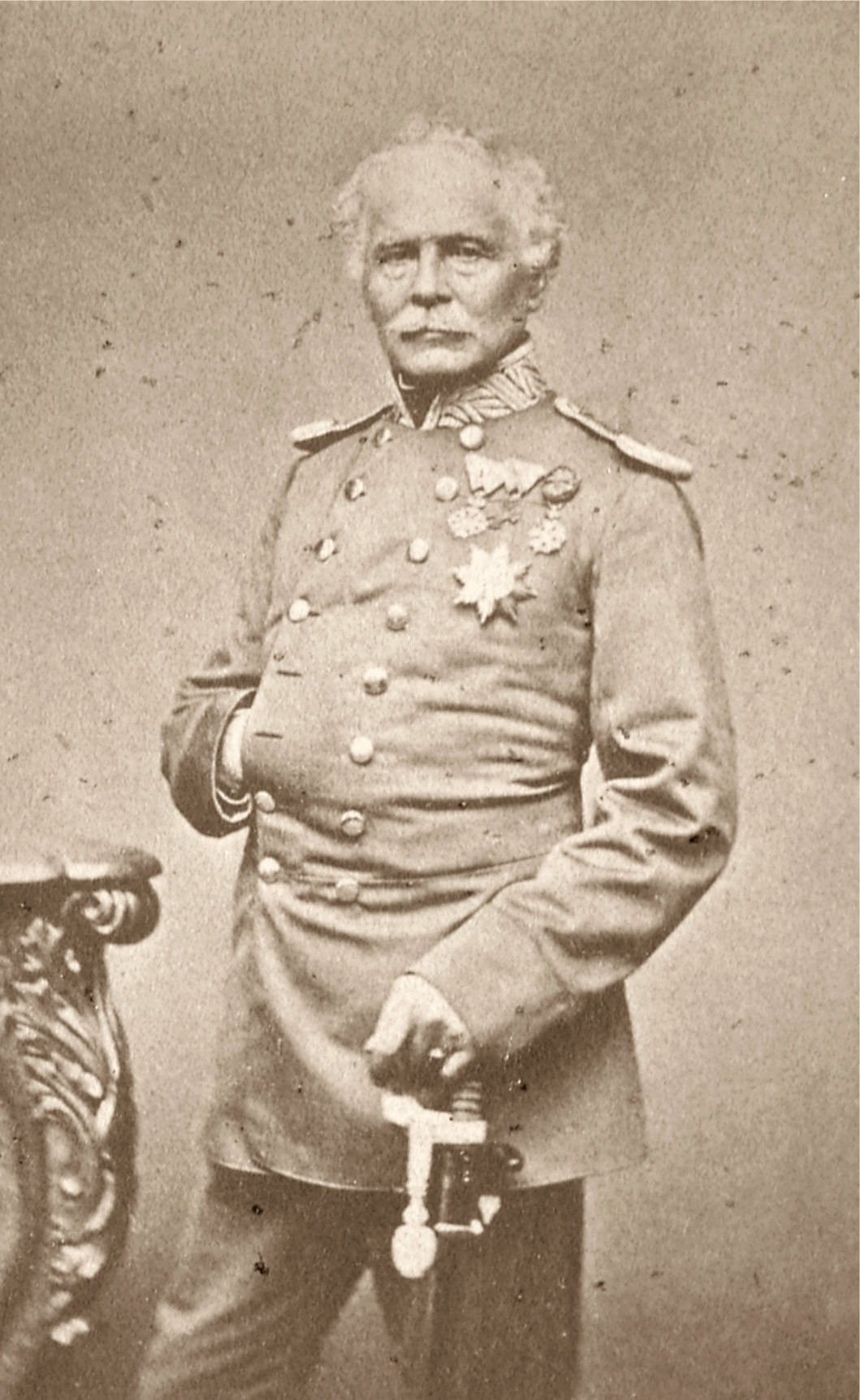
Фотографія генерала фон Гартманна.

Призначений ад'ютантом кронпринца Максиміліана Баварського 6 жовтня 1842 року, він був зарахований до лицарського класу Баварського дворянського реєстру 18 грудня 1843 року і вироблений в оберстлейтенанти 18 жовтня 1844 року. Після сходження на престол короля Максиміліана II 31 березня 1848 року Гартман був призначений його ад'ютантом і підвищений в оберсти. Отримавши звання генерал-майора 19 червня 1849 року, він служив бригадиром 2-ї піхотної дивізії. 19 березня 1852 року він був знову призначений ад'ютантом короля і за наказом короля був відправлений до французького табору поблизу Булонь-сюр-Мер 3 листопада 1854 року. Після реорганізації Баварської армії 1 вересня 1855 року він зберіг командування 3-ю піхотної бригадою 2-ї піхотної дивізії та набув досвіду у загальновійськовому бою під час великих змішаних навчань у вересні 1858 року.
23 лютого 1861 року Гартман отримав звання генерал-лейтенанта і був призначений генерал-комендантом Вюрцбурга. Під час війни 1866 року він командував 4-ю піхотною дивізією, з якою він самостійно бився в битві при Росдорфі проти прусських військ генерала Карла фон Врангеля 4 липня 1866 року, хоча результат був не дуже вдалим. 27 липня Гартманн брав участь у бомбардуванні Вюрцбурга, а напередодні брав участь у кавалерійській сутичці біля висот Геттштадта. У битві при Росдорфі він проте відзначився розумом, мужністю і рішучістю на благо своїх військ. 28 квітня 1867 року його було призначено командиром 14-го піхотного полку «вакант Цандт» і піднесено у званні до генерала піхоти 8 січня 1869 року.
Під час Французько-прусської війни Гартманн очолив 2-й армійський корпус, яким командував до кінця життя. 4 серпня 1870 року він штурмував Вайссенбург, а через 2 дні його енергійні дії на правому фланзі спонукали почати битву при Верті, яку Верховне командування запланувало наступного дня. 14 серпня Гартманн змусив здатися фортецю Марсаль. Він також відіграв значну роль у битві при Седані 1 вересня. Між 16 і 19 вересня він здобув перші перемоги за межами Парижа у битвах при Корбеї, Бур-ла-Рен та Петіт-Бісетрі. Потім він захопив плато Мулен-де-ла-Тур, яке обороняв генерал Огюст-Александр Дюкро, в битві при Шатійоні.
Після того, як король Людвіг II звів його у спадковий титул барона 5 липня 1871 року (зарахування в баронський клас Баварського дворянського реєстру відбулося 10 серпня 1871 року), він взяв участь в урочистому вступі переможних баварських військ у Мюнхен 16 липня 1871 року.

## Сім'я
28 червня 1824 року одружився в Мюнхені з Розалі Софі фон Крафт (1805–1867). В пари народились 4 дітей:
- Генрієтта (1825–1878) — в 1845 році вийшла заміж за дипломата Іпполіта фон Ботмера (1812–1891).
- Кароліна (1828–1864) — в 1856 році вийшла заміж за оберста Каміля фон унд цу Еглоффштайна (?–1868).
- Марі (1831–1864) — вийшла зміж за землевласника Фольрата Августа фон Троєнфельса (1821–1900).
- Герман (1838–1912) — генерал-майор Баварської армії[3][4]. В 1879 році одружився з Магдаленою фон Німпч, падчеркою прусського генерал-фельдмаршала Вальтера фон Лое.

## Нагороди
- Орден Святого Володимира 4-го ступеня (Російська імперія; 30 серпня 1838)
- Орден Почесного легіону (Франція) — раніше був представлений до ордена за заслуги в боях 1814 і 1815 років.
  - лицарський хрест (1846)[5]
  - великий офіцерський хрест (1854)
- Орден Вюртемберзької корони, командорський хрест (1846)
- Королівський гвельфський орден, лицарський хрест (Королівство Ганновер; 1846/47)
- Орден «За заслуги» Баварської корони, лицарський хрест (31 січня 1854)[6]
- Орден Спасителя (Грецьке королівство)
  - лицарський хрест[7]
  - великий командорський хрест (21 квітня 1859)
- Орден Святого Михайла (Баварія), командорський хрест (1 січня 1860)[8]
- Орден Філіппа Великодушного, великий хрест (Велике герцогство Гессен; 5 жовтня 1862)
- Орден Людвіга (Баварія), хрест (16 березня 1865)[9]
- Військовий орден Максиміліана Йозефа
  - лицарський хрест (20 серпня 1866) — за заслуги в битві при Росдорфі.[10]
  - командорський хрест (11 жовтня 1870) — за заслуги у боях при Вайссенбурзі та Верті.
  - великий хрест (22 грудня 1870) — за заслуги у боях при Плессі-Піке та Мулен-де-ла-Тур під Парижем.[11]
- Медаль ветерана (Баварія)
- Армійська медаль 1866 (Баварія)
- Орден дому Саксен-Ернестіне, великий хрест з мечами (8 січня 1869)
- Залізний хрест
  - 2-го класу
  - 1-го класу (18 жовтня 1870) — за звільнення прусської 18-ї піхотної бригади у боях при Плессі-Піке та Мулен-де-ла-Тур .
- Орден «За військові заслуги» (Баварія), великий хрест (18 жовтня 1870)
- Пам'ятна військова медаль за кампанію 1870-71
- Орден Леопольда (Австрія), командорський хрест
- Орден Залізної Корони 2-го класу (Австро-Угорщина)
- Орден Червоного орла 3-го[12] і 1-го класу
- Почесний громадянин міста Шпаєр (17 березня 1871)
- Орден Корони (Пруссія) 1-го класу з мечами (16 червня 1871)
- Pour le Mérite (1 березня 1872)

## Вшанування пам'яті
- На честь Гартманна названі вулиці в Мюнхені та Вюрцбурзі (Hartmannstraße)[13].
- Гартманн зображений на картих «Генерал фон Гартманн і син Герман» Франца фон Ленбаха (1870) і «Проголошення Німецької імперії (18 січня 1871)» Антона фон Вернера (1882)
- Медальйон з профілем Гартманна встановлений на статуї «Ангел миру» в Мюнхені (1899).
- В Мюнхені стоїть статуя Гартманна роботи Фердинанда фон Міллера-молодшого (1900)[14].

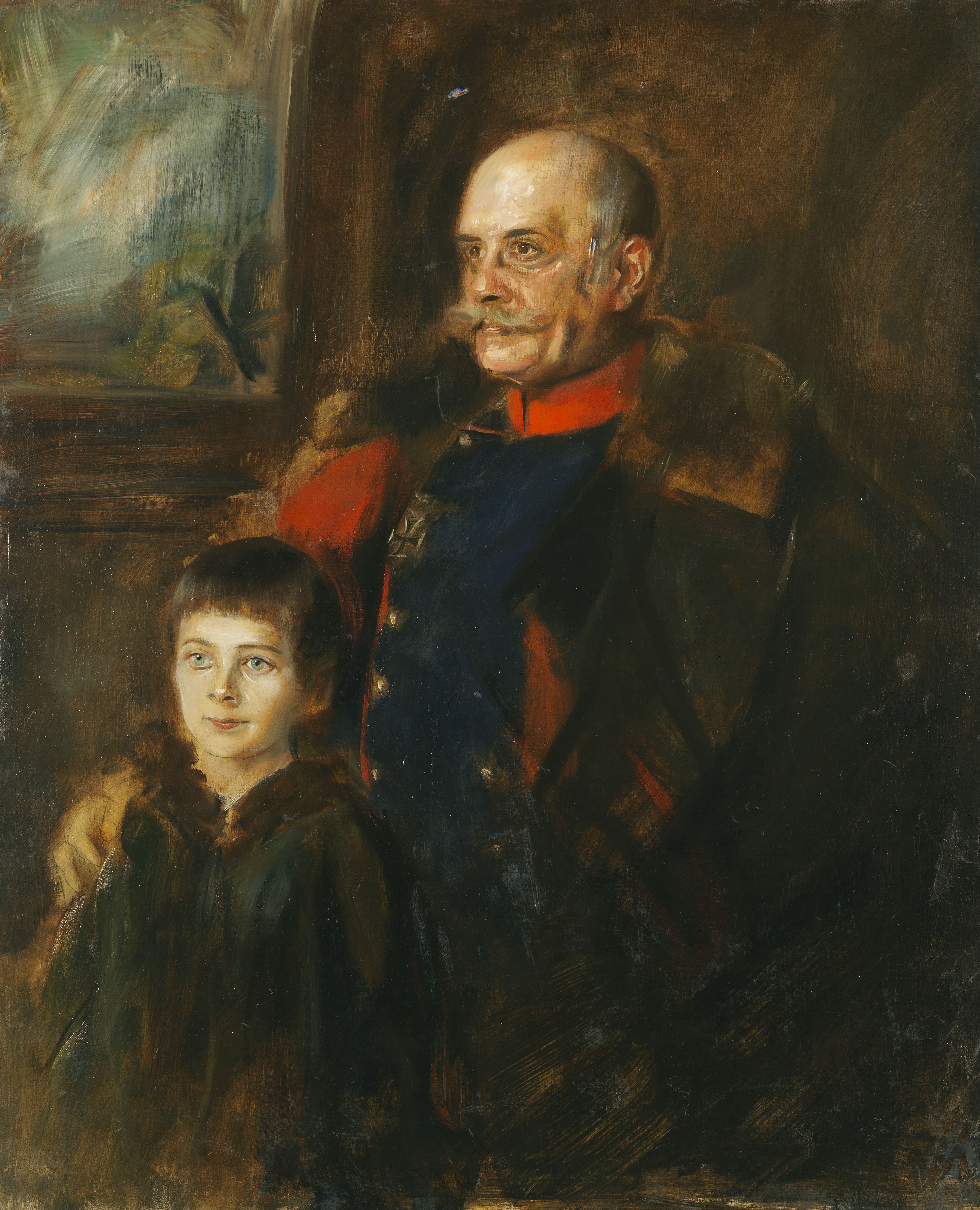
«Генерал фон Гартманн і син Герман» Франца фон Ленбаха.
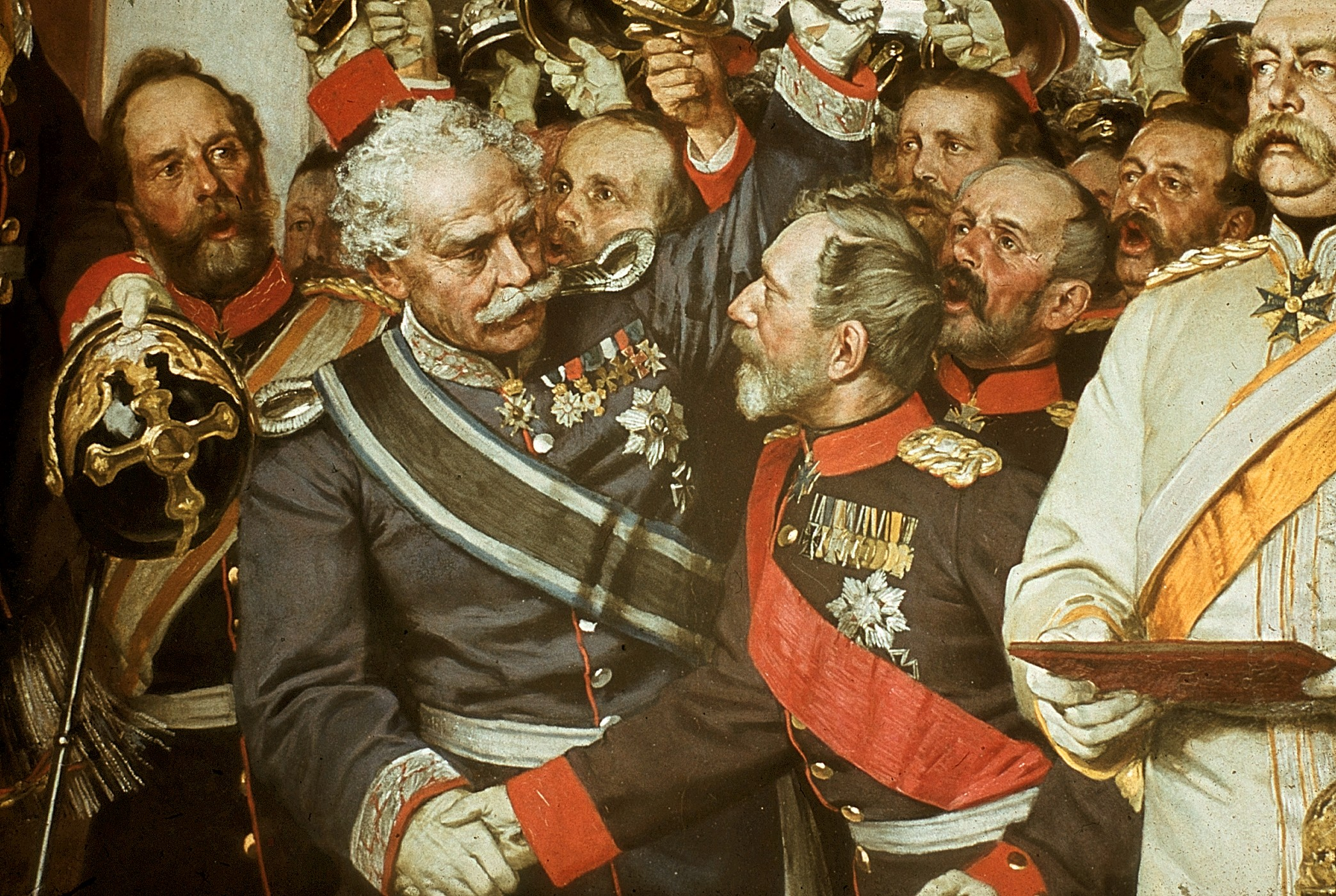
Гартманн на картині «Проголошення Німецької імперії (18 січня 1871)» Антона фон Вернера.
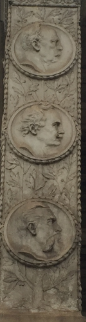
Медальйон з профілем Гартманна в Мюнхені.
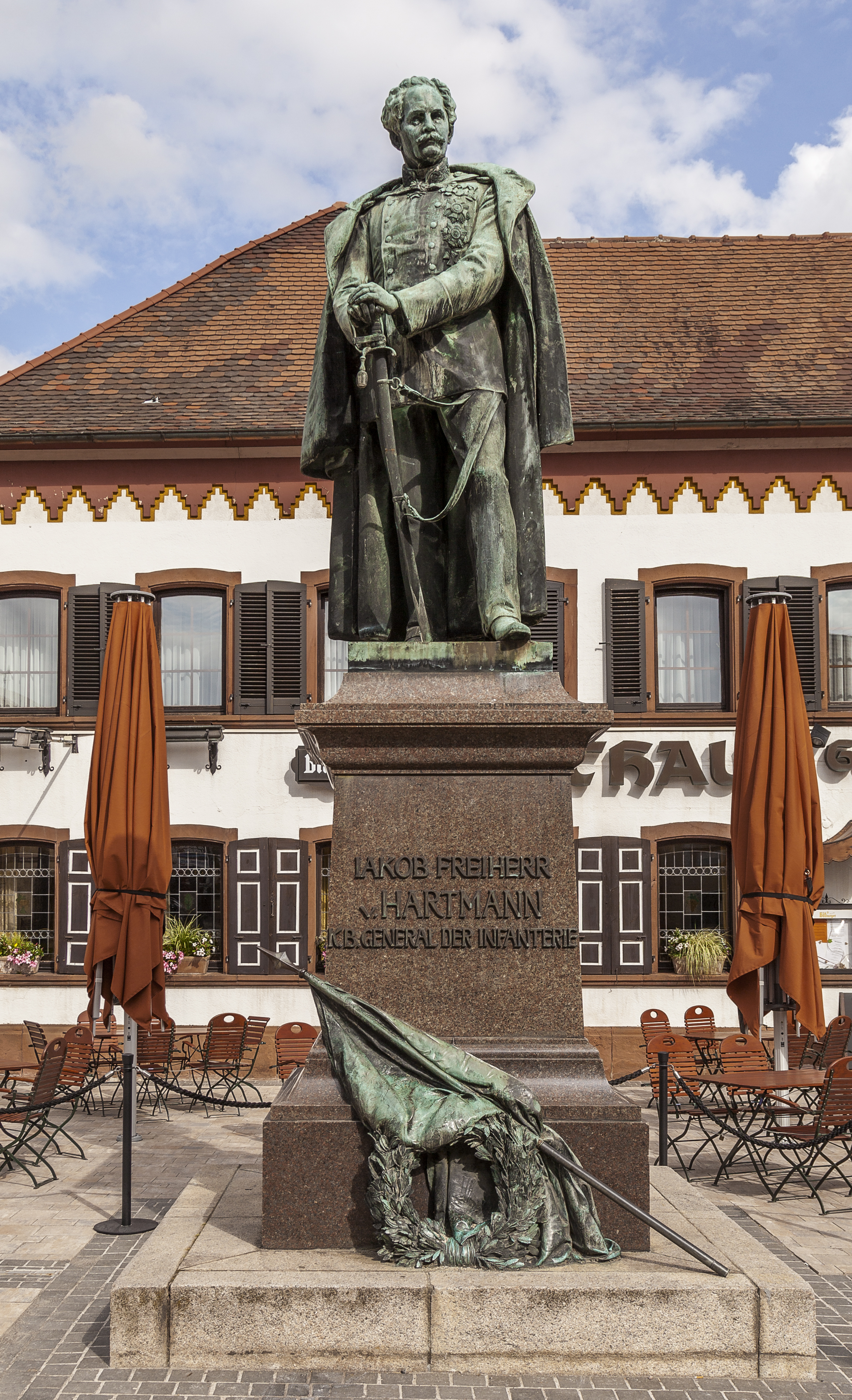
Статуя Гартманна в Мюнхені.